# Telestes (escultor)
Telestes (en grec Τελεστάς) va ser un escultor grec.
Va esculpir, conjuntament amb son germà Aristó, l'estàtua colossal del deu Zeus que els kleitorians van dedicar al temple d'Olímpia amb les despulles de moltes ciutats capturades. Pausànias menciona l'escultura, de 18 peus grecs d'alçada i la part visible de la seva inscripció, que estava mutilada en el seu temps.